# Бабич Сергій Олексійович
Сергі́й Олексі́йович Ба́бич (нар. 13 грудня 1939, Рогачів, Баранівський район, Житомирська область — 24 серпня 2016, м. Житомир) — український громадський та політичний діяч, дисидент, націоналіст, багаторічний в'язень російських концтаборів; провів у неволі 27 років і 4 місяці, з них 24 роки — в камерах. Кавалер ордена «За мужність».

## Життєпис

Сергій Бабич в молодості

Сергій Бабич народився 13 грудня 1939 року в селі Рогачів Баранівського району Житомирської області у селянській родині. У рідному селі закінчив 7 класів. З 1959 працював на Житомирському меблевому комбінаті, одночасно навчаючись у вечірній школі.
Після звільнення в 1989 році проживав у місті Житомир. Брав дуже активну участь у громадському житті — жодне зібрання чи мітинг національних сил не відбувалось без Сергія Бабича.
Похований 25 серпня 2016 року поруч із батьком, матір'ю, братами і сестрами у рідному селі Рогачів, де заздалегідь поклав каменя-валуна з написом «С. О. БАБИЧ», поки що без дат.

## Боротьба проти російсько-більшовицького режиму

### Перший арешт
Вперше заарештований КГБ 13 квітня 1960 за розповсюдження антикомуністичних листівок із закликом до робітників не просити, а вимагати своїх прав, з гаслом «Геть комуністичну систему гніту і терору!». Засуджений Житомирським обласним судом 26 травня 1960 за ст. 7 ч. 1 Закону СРСР від 25.12.1958 «Про кримінальну відповідальність за державні злочини» на 3 роки ув'язнення. Термін відбував у таборах Мордовії та у Владимирській тюрмі.
| «В 1962 році я вже знав, що не матиму сім’ї, що не буду причетним до продовження людського роду. Я не міг народжувати рабів. Я був рабом, а раб не повинен народжувати раба – це аморально.» (Зі спогадів С. Бабича) |

### Другий арешт
Скоро після звільнення допоміг недавньому співв'язневі Борису Бульбинському розповсюдити в Житомирі листівки з ідеями демократизації, багатопартійності, проти відродження сталінізму. Заарештований 27 вересня 1963 року. На закритому засіданні суду в Рівному не визнав себе винним, не каявся, а попросив суд записати, що він остаточно переконався у правоті українського націоналізму. Був засуджений на 10 років таборів особливого (камерного) режиму та визнаний особливо небезпечним рецидивістом.
Карався в таборі № 10 у Мордовії. 14 серпня 1964 року втік із робочої зони. Командиром взводу, який через дві доби піймав Бабича, виявився його односельчанин, тому його не вбили і навіть не побили. У жовтні 1964 року засуджений ще на 10 років таборів особливого режиму, починаючи з дня суду, з них 3 роки тюремного ув'язнення.
24 грудня 1964 року на вокзалі у Владимирі, під час посадки у «воронки», Бабич кинувся поміж двох лав ошелешених конвоїрів. Поранений у ліве стегно. Його не лікували, рана гнила. В розслідуванні участі не брав. На суді 19 лютого 1965 року заявив, що комуністи термін «революціонер-професіонал» підмінили терміном «особливо небезпечний рецидивіст». Спрямований на психіатричну експертизу. Владимирський суд призначив покарання 3 роки тюремного ув'язнення.
З літа 1972 знову був у Мордовії. У 1974 році, за рік до закінчення терміну, Бабича перевели в 19-й табір суворого режиму (сел. Лісне). Брав участь у боротьбі за Статус політв'язня. Звільнений 27 січня 1975 року.

### Третій арешт
Після звільнення з табору проживав у рідному селі. 11 червня 1976 року був знову заарештуваний в дорозі на Волинь; відвезли в Житомирське УВС, побили, вимагаючи зізнань у викраденні зброї в шкільному військовому кабінеті. Суд не мав достатніх доказів його причетности до викрадення зброї, однак виніс максимальний вирок: 5 років тюремного ув'язнення та 10 років таборів особливого режиму за ст. 223 КК УРСР («викрадення зброї»).
Карався у Вінницькій в'язниці, в Бердичеві, Ізяславі, Луганську, Городищі, знову у Вінниці. В кінці листопада 1983 року в Бабича вилучили автобіоґрафію (писав про Владимирський централ, про Мордовські табори). 13 грудня 1983 року його кинули в «прес-хату» — камеру з карними в'язнями, які дістали завдання побити його. Після жорстокого побиття капітан сказав: «Ну що? Я ж тобі казав: не пиши».
С. Бабича, як в'язня сумління, захищала «Міжнародна амністія». Про це писала газета «Известия» у статті «Кого защищаете, господа?» (№ 200 (19570), 26.08.1980 р.)
23 травня 1989 року померла мати Сергія. Він просив звозити його на похорон. Дорогу собі й конвою — 120 км — згоден був оплатити. Відмовили. Через два тижні, 7 червня 1989 року, Бабича звільнили — за 8 місяців до закінчення терміну.
| «Я опинився за воротами табору. Причин для радості не було. Адже я не втік – мене звільнили. А на волі набирає обороти "перебудова". І все ж, скажу відверто: радості і від перебудови я не відчував. Адже я не будівельник. Я – руйнівник. Імперія завалювалась без мене. Я так нічого не спалив, не підірвав і жодного разу не застосував зброю.» |

## Громадська та політична діяльність
Після звільнення Сергій Бабич вступив в Українську Гельсінську Спілку, а з її перетворенням на партію став членом Української Республіканської партії. З леґалізацією в 1992 році ОУН(б) в Україні під назвою «Конгрес українських націоналістів» очолював її Житомирську обласну організацію. Висувався кандидатом у народні депутати в 1996 і 1998 роках.
Разом із мешканцем села Базар Народицького району Павлом Єсипчуком знайшов поховання загиблих у бою з червоними бандитами вояків Повстанської Армії — учасників Другого Зимового походу, якими командував ґенерал-хорунжий Юрко Тютюнник і впорядкував їхні могили. Разом з архітектором Олександром Борисом керував спорудженням меморіалу в Базарі.
2016 року видав книжку спогадів і роздумів «Дорогою безглуздя». Це неоціненні свідчення про совєцький тоталітарний режим — по обидва боки колючого дроту, про багатьох політв'язнів.
| «Я просидів 27 років та 4 місяці, з них понад 24 роки в камерах. Фактично в мене відібрали найкращі роки життя, можна сказати – відібрали життя. Але я ніколи не сприймав це як трагедію. Перший рік-другий я переживав, що відірвали від волі, що я завдав горя близьким, не можу бути опорою меншим братам, сестрам. А потім я вже дивився на все байдуже... Під час першого ув’язнення я замислився над сенсом життя і прийшов до песимістичних висновків, світ я побачив трагічно. У Достоєвського душа плаче від вседозволеності... Камю дійшов до того, що нема різниці: лікувати хворих на проказу чи топити печі крематорію; але є люди, які вибирають лікування людей. Приблизно таким був мій вибір: я почав відстоювати справедливість, ставши на бік тих, хто лікує людей… Якщо я бачив, що люди чинять якесь зло, завдають іншим болю, мене це обурювало, я не міг залишатися збоку». |

## Нагороди
Указом Президента України В. Ющенка № 939/2009 «Про відзначення державними нагородами України з нагоди Дня Свободи» від 18 листопада 2009 року «за визначний особистий внесок у відстоювання національної ідеї, становлення і розвиток Української незалежної держави та політичну і громадську діяльність» С. Бабич нагороджений орденом «За мужність» І ступеня.

## Вшанування пам'яти
16 вересня 2017 року встановлено пам'ятну таблицю на будинкові в Житомирі, де жив Сергій Бабич.

## Бібліоґрафія
- Бабич С. Дорогою безглуздя (З прожитого, пережитого, збагненого) [Архівовано 28 серпня 2016 у Wayback Machine.]. — Житомир : Рута. — 2016. — 292 с., фото — 24 с.
- Вісник репресій в Україні. Закорд. предст-во Української Гельсінської групи. Ред.-упоряд. Н. Світлична. — Нью-Йорк. 1980—1985 рр. — 1981: 2; 1982: 7/8-16. 10-16; 1984: 7/8-63, 7/8-64, 10-15; 1985: 10-10, 10-19.
- Де общеє добро в упадку, забудь отця, забудь і матку… // Шлях перемоги. — 1998. — 25 лютого.
- Інтерв'ю Сергія Бабича [Архівовано 28 серпня 2016 у Wayback Machine.] // Голос громадянина — Житомир, 1990. — № 20, № 22. — жовтень; ж. «Світло спілкування») м. Житомир), № 13, 2011. — С. 70–85.
- Крок до незалежності // Вільне слово, № 20. Житомир. –1991. — 1 червня.
- Овсієнко В. Бабич С.О. // Міжнародний біоґрафічний словник дисидентів країн Центральної та Східної Європи й колишнього СРСР. Т. 1. Україна. Частина І. — Харків : Харківська правозахисна група; "Права людини", 2006. — Т. 1. — С. 54-57. — 1500 прим. — ISBN 966-8919-09-2.
- Могили полеглих у Другому зимовому поході — Базар, Малі Миньки, Звіздаль // Шляхами творення української державності: За матеріалами регіональної науково-практичної конференції «Боротьба українського народу за державну незалежність в 1917—1921 роках (до 85-річчя Другого Зимового походу)». — Житомир, 2006. — C. 20–27.
- Пам'ятаймо про мужнього борця // Слово Просвіти. — 2016. — № 36 (880) (8—14 жовт.). — С. 6.
- Перебудова російської імперії та руйнація України // Спецвипуск ґазети «Клич» (Житомир) — 1996. — Лютий.
- Русначенко А. Національно-визвольний рух в Україні. — К. : Видавництво ім. О. Теліги, 1998. — С. 97.
- Рух опору в Україні: 1960—1990. Енциклопедичний довідник / Передм. Осипа Зінкевича, Олеся Обертаса. — К. : Смолоскип, 2010. — С. 63–64; 2-е вид.: 2012 р., — С. 70–71.
- Интервью Сергея Бабича. // Страничка узника (Москва), 1989. — № 7—8.
- Кого защищаете, господа? // Известия, № 200 (19570).— 1980. — 26 августа.